# Fredrik Söderström
Pour les articles homonymes, voir Söderström.
Sven Olof Fredrik Söderström est un footballeur suédois, né le 30 janvier 1973 à Ludvika. Il evolue au poste de milieu de terrain.
Il a disputé cinq matches avec la sélection suédoise entre 1998 et 2002.

## Palmarès
FC Porto
- Vainqueur de la Supercoupe du Portugal (1) : 2001